# This Is What It Feels Like (альбом)
This Is What It Feels Like — другий мініальбом (також називають комерційним проєктом) американської співачки та авторки пісень Ґрейсі Абрамс. Він був випущений 12 листопада 2021 року на Interscope Records. Проєкт є перш за все поп-альбомом із впливами лоу-фай та інді-попу. Абрамс є співавторкою усіх треків, а також продюсеркою пісні «Feels Like», яка є головним синглом проєкту. Серед продюсерів: Аарон Десснер, Джоел Літтл і Блейк Слаткін.

## Основна інформація
Цей мініальбом формально не називають «повноформатним» альбомом Ґрейсі Абрамс, сама авторка називає його «проєктом». Причиною цьому було бажання Ґрейсі стати більш відомою перед випуском свого наступного, саме «дебютного альбому». Тематично та емоційно This Is What It Feels Like є продовженням першого мініальбому авторки Minor.

## Трек-лист
| Список пісень This Is What It Feels Like | Список пісень This Is What It Feels Like | Список пісень This Is What It Feels Like              | Список пісень This Is What It Feels Like | Список пісень This Is What It Feels Like |
| #                                        | Назва                                    | Автор                                                 | Продюсер(и)                              | Тривалість                               |
| ---------------------------------------- | ---------------------------------------- | ----------------------------------------------------- | ---------------------------------------- | ---------------------------------------- |
| 1.                                       | «Feels Like»                             | Gracie Abrams , Blake Slatkin , Omer Fedi             | Gracie Abrams Blake Slatkin Carter Lang  | 2:32                                     |
| 2.                                       | «Rockland»                               | Abrams, Aaron Dessner                                 | Dessner                                  | 3:37                                     |
| 3.                                       | «For Real This Time»                     | Abrams, Joel Little , Sarah Aarons                    | Joel Little                              | 3:14                                     |
| 4.                                       | «Camden»                                 | Abrams, Dessner                                       | Dessner Slatkin                          | 4:06                                     |
| 5.                                       | «The Bottom»                             | Abrams, Slatkin, Fedi, Billy Walsh                    | Slatkin Fedi                             | 3:00                                     |
| 6.                                       | «Wishful Thinking»                       | Abrams, Little, Aarons                                | Abrams Little Aarons                     | 2:41                                     |
| 7.                                       | «Older»                                  | Abrams                                                | Slatkin                                  | 3:07                                     |
| 8.                                       | «Better»                                 | Abrams, Little, Aarons                                | Little                                   | 2:51                                     |
| 9.                                       | «Hard to Sleep»                          | Abrams, Dessner                                       | Dessner                                  | 4:15                                     |
| 10.                                      | «Augusta»                                | Abrams, Dessner                                       | Dessner                                  | 3:58                                     |
| 11.                                      | «Painkillers»                            | Abrams                                                | Slatkin                                  | 2:05                                     |
| 12.                                      | «Alright»                                | Abrams, Slatkin, Jeremih , Mick Schultz , Keith James | Slatkin                                  | 2:24                                     |
| 37:50                                    |                                          |                                                       |                                          |                                          |

## Учасники запису
Автори адаптовані з приміток до альбому у Tidal .

### Музиканти
- Ґрейсі Абрамс — вокал (всі треки), авторство пісень (всі треки), продюсування (1)
- Блейк Слаткін — продюсування (1, 5, 7, 11–12), виконавчний продюсер (12), додатковий вокал (1), авторство пісень (1, 5, 12), бас (1), гітара (1, 12), програмування (1)
- Аарон Десснер — продюсування (2, 4, 9–10), авторство пісень (2, 4, 9–10), акустична гітара (2, 4, 10), бас гітара (2, 10), драм машина (2, 4, 9), програмування барабанів (2, 4, 9), електрогітара (2, 4), перкусія (2, 4, 10), фортепіано (2, 4, 9), синтезатор (2, 4, 9), клавішні (4, 9)
- Джоел Літтл — продюсування (3, 6, 8), авторство пісень (3, 6, 8), бас (6, 8), гітара (6), клавішні (6, 8), синтезатор (6, 8)
- Омер Феді — продюсування (5), авторство пісень (1, 5), гітара (1)
- Картер Ленґ — продюсування (1), бас (1), програмування (1)
- Мік Шульц — ко-продюсування (12)
- Брюс Десснер — оркестрування (2, 4, 9–10)
- Бенжамін Ланц — синтезатор (2, 4, 9–10)
- Йукі Нумата Реснік — скрипка (2, 4, 9–10)
- Кларіс Дженсен — віолончель (2, 4, 9–10)
- Джеймс МакАлістер — драм машина (2), програмування барабанів (2), синтезатор (2)
- Райан Олсон — драм машина (2, 4, 9)
- Джеймс Крівченя — барабани (2), перкусія (2)
- Роб Мус — альт (7), скрипка (7)
- Шон Хьорлі — електричний бас (12)

## Історія випуску
| Регіон | Дата                   | Формат(и)           | Етикетка           |
| ------ | ---------------------- | ------------------- | ------------------ |
| Різні  | 12 листопада 2021 року | CD digital download | Interscope Records |

## Тур
На підтримку «This Is What It Feels Like» було сплановано тур «This Is What It Feels Like». Він охоплює Північну Америку та Європу, включає 35 дат. Він розпочався 2 лютого 2022 року в Солт-Лейк-Сіті і завершиться 28 жовтня 2022 року в Монреалі. Серед інших виконавців, які беруть участь у турі: Алікс Пейдж. Разом зі своїм власним туром-хедлайнером, Абрамс також бере участь в турі Олівії Родріґо тур Sour, де вона виконує пісні, представлені в даному проєкті.